# Лев з Амфіполіса

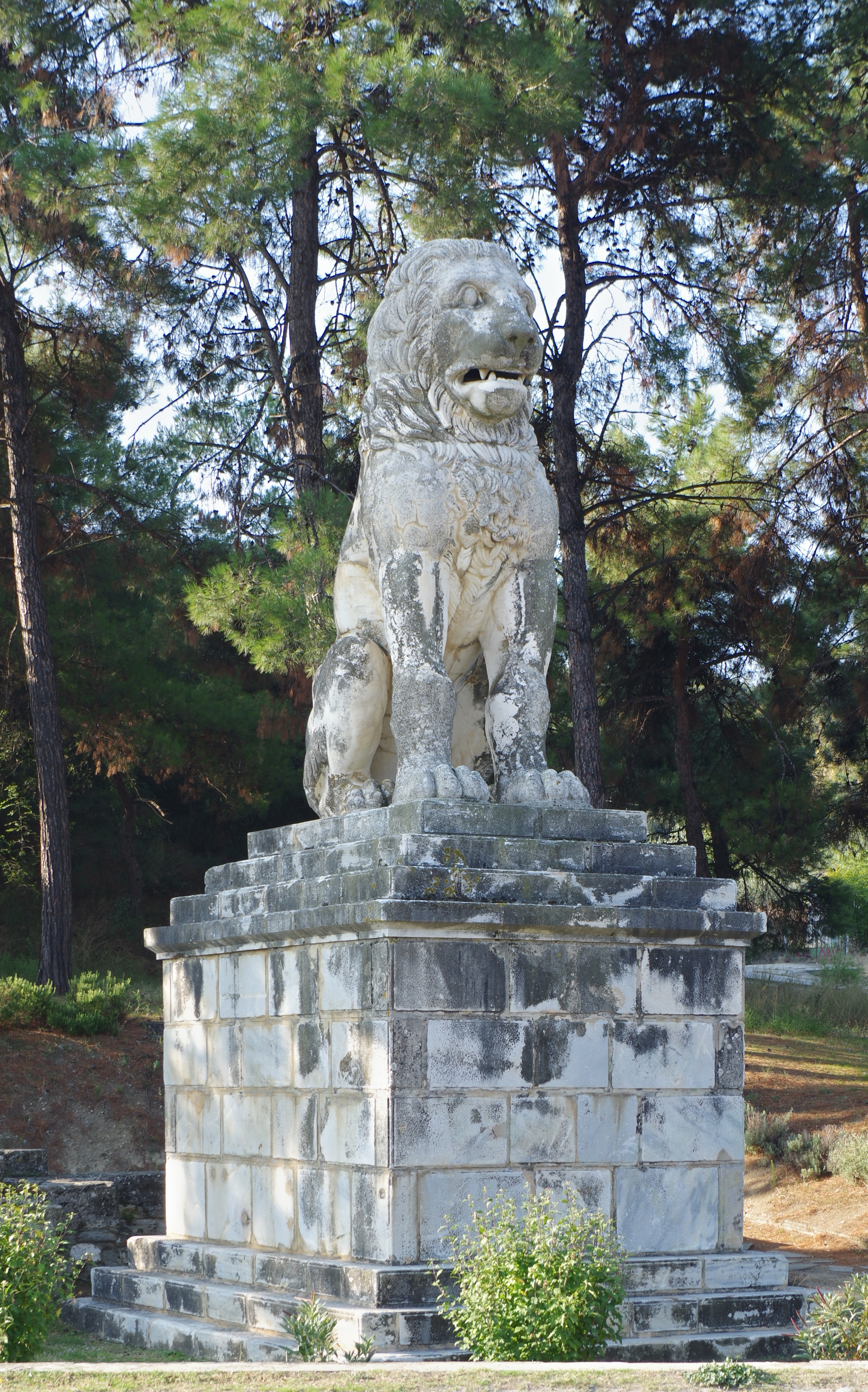
Лев з Амфіполіса

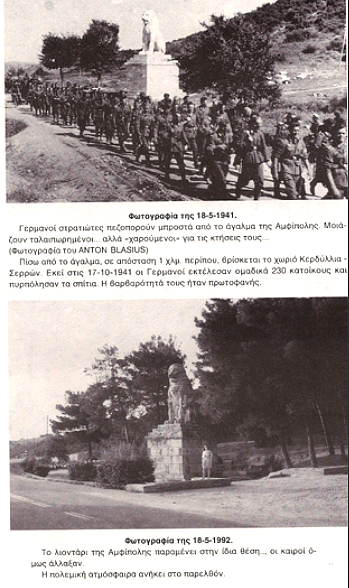
Історичні фото Лева, 1945 та 1992 роки

Лев з Амфіполіса — мармуровий лев, могильний пам'ятник, меморіальна скульптура  військової слави 4 століття до нашої ери. Лев височить на правому, західному березі річки Стримон — прямо навпроти стародавнього міста Амфіполіс. Згідно з останніми археологічними відкриттями, передбачається, що Лев був встановлений на вершині гробниці в Амфиполісі.

## Історія знахідки
Відкриття пам'ятника пов'язано з історією Першої Балканської війни, під час якої, грецькі солдати знайшли уламки мармуру в кущах на західному березі річки Стримон. На цьому місці в 1913 році розпочали розкопки грецькі археологи. Пізніше, під час виконання дренажних робіт компанією Monx-Gioulen в гирлі моста через річку Стримон біля стародавніх руїн в багнюці річки були виявлені величезні уламки мармурового лева. У серпні 1916 року британські солдати, що під час Першої Світової будували оборонні споруди на мосту, знайшли мармурові частини лева і спробував перевезти їх на берег, для того, щоб переправити в Англію. Крім Амфіпольского лева, вони виявили та безліч інших знахідок древньої епохи, в тому числі зі стародавніх гробниць.  З 1917 року до 1936 року йшли роботи з вивчення і відновлення пам'ятника. В 1937 році, завдяки ініціативі посла США в Афінах, приватних спонсорів та допомоги грецької держави, Лев був відновлений американськими та французькими археологами. Керівник 28-й археологічної експедиції Катерина Перистери вказує, що матеріал бази Лева використовувався для побудови греблі ще за часів Римської епохи .   

## Опис
Висота мармурового лева дорівнює 5,30 метра. Катерина Перистери, керівник  28-ї археологічної експедиції, стверджує що Гробниця в Амфіполісі і пам'ятник Леву мають порівнянні архітектурні особливості і вони обидва сягають останньої чверті 4-го століття до нашої ери. Сфінкси, знайдейні під час розкопок Гробниці в Амфіполісі, і Лев виконані в одній і тій же майстерні. Лев і Гробниця є єдиним пам'ятником. Лев був встановлений на вершині пагорба Каста в знак важливості та значущості похованої людини, пізніше був перенесений римлянами за п'ять кілометрів від пагорбу під час будівництва ними греблі біля річки Стримон. За словами архітектора експедиції Міхаліса Лефандізіса, той факт, що Лев знаходився на вершині пагорба, пояснює те, чому Лев має не дуже точні форми, оскільки перебуваючи на висоті 35 — 40 метрів, він би не виглядав правильним здалеку. 
Тривалий час історики вважали, що мармуровий лев — кенотаф одного з полководців Александра Македонського. У 1941 році шведський археолог Оскар Брунер, у своїй книзі «Пам'ятник Льва Амфіпольского», припускаючи, що так званий «Саркофаг Александра» з Сидону був виготовлений для полководця Лаомедонта, порівнюючи архітектуру і сюжет сцен на саркофазі з Сидону з архітектурою пам'ятника лева, приходить до висновку про те, що Лев з Амфіполіса був встановлений в його ж честь. Професор археології Дімітріс Лазарідіс, який першим почав досліджувати гробницю в Амфіполісе, також вважав, що Лев споруджений на честь Лаомедонта.